# Alexander Casal
Alexander Casal Hinojosa – kubański zapaśnik w stylu klasycznym. Złoto mistrzostw panamerykańskich w 2011 i 2013. Ósmy w Pucharze Świata w 2010 i dziewiąty w 2009 roku.